# Kiri Te Kanawa
Kiri Te Kanawa (ur. 6 marca 1944 w Gisborne) – nowozelandzka sopranistka.

## Życiorys
Urodziła się jako Claire Mary Teresa Rawstron. W niemowlęctwie została adoptowana przez Thomasa Te Kanawa, Maorysa, i jego żonę Nell, z pochodzenia Irlandkę. Karierę rozpoczęła jako wokalistka pop, występując w klubach na Nowej Zelandii i z czasem osiągając status gwiazdy na lokalnym rynku muzycznym. Studia wokalne zaczęła u siostry Mary Leo, słynnej nowozelandzkiej nauczycielki śpiewu, początkowo śpiewając mezzosopranem.
W 1965 wygrała konkurs wokalny uwzględniający różne style muzyczne (jazz, pop, klasyka). Wykonała wówczas arię sopranową z Toski Giacoma Pucciniego. Nagroda pozwoliła jej kontynuować – od 1966 – studia muzyczne w Londynie.
Na scenie operowej pojawiła się w 1968 jako druga dama w Czarodziejskim flecie Wolfganga Amadeusa Mozarta. W 1971 zadebiutowała na scenie londyńskiego Covent Garden. Wykonywała partię Hrabiny w Weselu Figara Mozarta. W 1974 po raz pierwszy wystąpiła w Metropolitan Opera w Nowym Jorku, w ostatnim momencie zastępując Teresę Stratas. Śpiewała wówczas partię Desdemony w Otellu Giuseppe Verdiego.
Jej wszechstronny sopran liryczny był bardzo wysoko oceniany przez krytyków i publiczność, dzięki czemu osiągnęła sukces międzynarodowy. W kolejnych latach występowała na niemal wszystkich najważniejszych scenach operowych świata: w Mediolanie, Paryżu, Wiedniu, Monachium, Kolonii, Sydney, Chicago i San Francisco, wykonując różne partie: Donny Elviry w Don Giovannim, Paminy w Czarodziejskim flecie i Fiordiligi w Così fan tutte Mozarta oraz Mimi w Cyganerii Pucciniego.
W dyskografii ma tak różnorodne nagrania jak Carmen Georges’a Bizeta z 1975. (rola Micaëli, nagranie z London Philharmonic Orchestra pod dyr. Georga Soltiego), Mesjasz Georga Friedricha Händla z 1984 (nagranie z Orkiestrą Symfoniczną w Chicago pod dyr. Soltiego), Arabella Richarda Straussa z 1986 (rola tytułowa, nagranie z Covent Garden pod dyr. Jeffreya Tate’a), piosenki George’a Gershwina z 1987, Tannhäusera Richarda Wagnera (rola Elżbiety, nagranie z Londyńską Orkiestrą Filharmoniczną pod dyr. Marka Janowskiego), Eugeniusz Oniegin Piotra Czajkowskiego z 1992 (partia Tatiany, nagranie z Walijską Operą Narodową w Cardiff pod dyr. Charlesa Mackerrasa), pieśni i arie francuskie z 1997, a także pieśni maoryskie z 1999. W 1984 uczestniczyła – m.in. wraz z José Carrerasem – w nagraniu West Side Story Leonarda Bernsteina, wykonując partię Marii.
W 1979 zagrała rolę Donny Elviry w adaptacji filmowej Don Giovanniego, wyreżyserowanej przez Josepha Loseya.
W 1981 około 600 milionów widzów miało okazję zobaczyć ją i usłyszeć w arii Leć, biały Aniele Händla, wykonanej podczas zaślubin Karola, księcia Walii z Dianą Spencer.
Kiri Te Kanawa zakończyła karierę sceniczną rolą tytułową w operze Vanessa Samuela Barbera. Miało to miejsce w Los Angeles w 2004. Obecnie występuje okazyjnie, głównie w recitalach.
Artystka posiada wiele doktoratów honorowych uniwersytetów na całym świecie. Została odznaczona m.in. Orderem Imperium Brytyjskiego.
Kiri te Kanawa jest założycielką fundacji wspomagającej utalentowaną muzycznie młodzież nowozelandzką u progu kariery.

## Dyskografia
- West Side Story Leonarda Bernsteina – Maria (wyd. Deutsche Grammophon)
- Così fan tutte Wolfganga Amadeusa Mozarta – Fiordiligi; Orkiestra Opery Reńskiej pod dyr. Alaina Lombarda (Erato)
- Wesele Figara Mozarta – hrabina; London Philharmonic Orchestra pod dyr. Georga Soltiego (Decca); MET, James Levine – Deutsche Grammophon; Festiwal operowy w Glyndebourne, John Pritchard – Art Haus
- Czarodziejski flet Mozarta – Pamina; Academy of St. Martin in the Fields pod dyr. Neville’a Marrinera (Philips)
- Manon Lescaut Giacoma Pucciniego – Manon; Orkiestra Teatru w Bolonii pod dyr. Riccarda Chailly’ego (Decca)
- Jaskółka Giacoma Pucciniego – Magda; Londyńska Orkiestra Filharmoniczna pod dyr. Lorina Maazela (Sony)
- Tosca Giacoma Pucciniego – Floria Tosca; Narodowa Orkiestra Filharmoniczna w Londynie pod dyr. Georga Soltiego (Decca)
- Arabella Richarda Straussa – Arabella; Orkiestra Metropolitan Opera pod dyr. Christiana Thielemanna (Deutsche Grammophon)
- Kawaler Róży Richarda Straussa – La Maréchale; Staatskapelle Dresden pod dyr. Bernarda Haitinka (EMI)